# Ensamma hemma (film)
Ensamma hemma (danska: Hænderne op!) är en dansk barnfilm från 1997 med regi och manus av Morten Henriksen.

## Handling
Olivers pappa och mamma är som de mest föräldrar, upptagna, och anlitar den stränga fru Brusse som barnvakt åt Oliver, sex år, och Louise, två år. Men fru Brusses föråldrade syn på barnuppfostran irriterar Oliver, som mycket hellre vill umgås med den snygga 16-åriga Josephine. Med hjälp av en nödlögn avbokar han fru Brusse, men är sedan ensam hemma med lillasyster Louise. Allt går som det ska – tills Oliver låser ut sig själv och därmed låser in Louise i huset.

## Rollista
- Oliver Miehe-Renard — Oliver
- Louise Marie Post — Louise
- Tammi Øst — Mor
- Lily Weiding — fru Buus
- Ole Lemmeke — far
- Amelia Höy — Josephines väninna
- Josephine Nørring — Josephine, barnflicka

### Svenska röster
- Margreth Weivers — fru Bruus
- Nina Woodford — Josephin
- Tanja Svedjeström — mamman
- Peter Holthausen — pappan
- Anna-Tea Schönmeyr — väninna
- Martina Rewet — Louisa
- Elina Rewet — Louisa
- Tin Carlsson — Oliver